# Erik Årman
Erik Årman (geboren am 23. Juli 1970 in Stockholm) ist ein schwedischer Opernsänger im (Tenor).

## Leben
Årman ist der Sohn der bekannten schwedischen Fernseh-Journalistin Pia Brandelius. Er studierte Gesang bei Sebastian Vittucci an der Universität für Musik und darstellende Kunst in Wien und Oper am Konservatorium der Stadt Wien. Sein Repertoire umfasst über 90 überwiegend kleinere Rollen und reicht vom Barock bis in die Moderne. In den letzten Jahren war er u. a. am Salzburger Landestheater, der Neuen Oper Wien, am Ulmer Theater, am Theater Lübeck, beim KlangBogen Wien, an der Komischen Oper Berlin, am Staatstheater am Gärtnerplatz in München, bei den Bregenzer Festspielen, an der Bayerischen Staatsoper München, an der Göteborg Operan und am Théâtre du Capitol Toulouse engagiert. Langjährige Zusammenarbeit verbindet den Sänger mit dem Theater an der Wien. In diesem Haus sang er unter anderem im Juli 2009 den Albazar in Rossinis Il turco in Italia, im September 2009 den Hotel Porter in Brittens Death in Venice, im Juli 2010 den Dr. Blind in der Fledermaus von Johann Strauß Sohn, im Oktober 2010 einen Offizier in Hofmannsthal/Strauss’ Ariadne auf Naxos, im April 2011 den 1er Comissaire in Poulencs Dialogues des Carmélites, im Juli 2012 vier Rollen in Offenbachs Les Contes d’Hoffmann (Wolfram, Fotograf, Frantz, Pitichinaccio), im August 2012 den Serano in La donna del lago, im September 2012 den Regisseur in der Uraufführung der Kammeroper Premiere von Tristan Schulze sowie im Februar 2015 Giovenetto und Alcade in Paisiellos Il barbiere di Siviglia und im Dezember 2015 der Reverend Horace Adams in Brittens Peter Grimes. Im April 2016 folgt der Monsieur Taupe im Capriccio von Richard Strauss. Er hat mit einer Reihe bekannter Regisseure zusammengearbeitet, darunter Robert Carsen, Harry Kupfer, Nikolaus Lehnhoff, Christof Loy und Keith Warner.
Im Konzertsaal war Erik Årman mit Orchestern wie den Wiener Symphonikern, dem Radio-Symphonieorchester Wien, dem Norrköping Symphonieorchester sowie dem Schwedischen Rundfunkorchester zu hören.